# H aluze
H_aluze (celým názvem Literárně-kulturní časopis H_aluze) je český časopis specifického formátu (185 × 255 mm) s měnícím se počtem stran (kolem 80 stran). Do prosince roku 2008 vycházel jako časopis formátu A4, počet stran nepřesáhl 40 str. Vychází s proměnnou periodicitou čtyřikrát do roka. Vydavatelem je H_aluze, o. s. (IČO 22734236), na jehož financování se podílí Univerzita Jana Evangelisty Purkyně; občanské sdružení rovněž využívá příležitostných grantů a dotací.

## Obsah časopisu
H_aluze přináší autorskou poezii a prózu, je zaměřena především na mladé a začínající autory. Dále přináší recenze, rozhovory a literárně teoretické články. Objevují se v ní i publicistické články a reportážní, esejistické, kritické či informativní články z různých odvětví kultury (především hudba, film, výtvarné umění, divadlo). V každém čísle (od čísla 6) je grafická příloha. H_aluze je netematická.

## Vznik a spolupracovníci časopisu
H_aluzi založila roku 2007 skupina studentů Univerzity Jana Evangelisty Purkyně. Název je slovní hříčkou. Vychází z literárního pojmu aluze, nespisovného slova haluz (označení něčeho nezvyklého či podivného) a nářečního haluze (větev).
Časopis H_aluze příležitostně spolupracuje s ostatními redakcemi či lidmi kolem literatury.

## Ostatní aktivity
Redaktoři a spolupracovníci časopisu se podílejí na pořádání kulturních akcí, zaměřeným především na Ústí nad Labem, ale některé akce uskutečnili i v dalších městech, např.: Děčíně, Praze či Hradci Králové. Pod vedením redaktorů H_aluze je pořádán literární festival Antropotyátr (první ročník proběhl pod názvem Literární festival v roce 2007 a spolupořádala jej Kulturně-literární revue Pandora spolu s redaktory H_aluze). V roce 2008 zavedli redaktoři H_aluze pravidelné čtení s názvem Večer H_aluze. Večery se konaly každý měsíc během akademického roku vyjma měsíců září a červen. Při Večerech H_aluze vystoupili například Jaroslav Achab Haidler, Jaroslav Kovanda či Mnoháček Zgublačenko. V roce 2009 byla tradice večerů obnovena. Na přelomu roků 2008–2009 redaktoři H_aluze společně s šéfredaktorkou Kulturně-literární revue Pandora Kateřinou Toškovou pořádali regionální literární soutěž Literární SUPERstar, která proběhla v Ústí nad Labem, Mostě, Litoměřicích a Děčíně. Redakce H_aluze se účastní aktivně autorských čtení a večerů po celé republice.

## Složení redakce
- Tomáš Čada – redaktor (od září 2009 do dubna 2012 šéfredaktor, zakládající člen)
- Ondřej Kamenický – redaktor hudební rubriky
- Miloš Makovský – redaktor a grafik tištěné verze H_aluze
- Alice Prajzentová – redaktorka (zakládající členka)
- Josef Straka – redaktor
- Monika Svobodová – redaktorka výtvarné rubriky
- Nelly Wernischová – šéfredaktorka, redaktorka filmové rubriky (od dubna 2012)
- Michaela Henčlová –  bývalá členka redakce (od října 2008 do září 2009 šéfredaktorka) – odchod z redakce podzim 2009
- Michaela Uhlířová – redaktorka (zakládající členka) – odchod z redakce jaro 2011
- Tomáš Suk – redaktor (zakládající člen) – odchod z redakce podzim 2009, návrat podzim 2010, odchod podzim 2011
- Lukáš Brychta – redaktor rubriky divadlo – odchod z redakce podzim 2011